# Edward A. O'Neal
Edward Asbury O'Neal (20 de setembro de 1818 – 7 de novembro de 1890) foi um político e militar dos Estados Unidos. Oficial confederado durante a Guerra Civil Americana e o 26º governador do Alabama.

## Início da vida e carreira
O'Neal nasceu no Condado de Madison, Alabama, filho de Edward e Rebecca Wheat O'Neal. Seu pai era Irlandês e sua mãe era de South Carolinian, filha de huguenotes franceses (calvinistas).. Seu pai morreu quando Edward tinha três meses de idade. Depois de receber uma formação acadêmica, incluindo a literatura inglesa e os clássicos, O'Neal formou-se no  LaGrange College (posteriormente University of North Alabama) em 1836, sendo um dos melhores de sua classe com graduação de bacharel em artes. Em 1838 ele casou com Olivia Moore, filha do Dr. Alfred Moore e tiveram nove filhos. O'Neal estudou direito com James W. McClung e foi admitido na prática jurídica em 1840.
Em 1841, O'Neal foi eleito para a 4ª Corte geral do Alabama para preencher um mandato restante e atuou por quatro anos. Ele era um simpatizante da secessão e defendia que o Alabama devia separar-se durante a crise de secessão de 1860.

## Guerra civil
Em junho de 1861, O'Neal foi designado como capitão e comandou três companhias de soldados. Ao chegar a Richmond foi nomeado major do 9º regimento de infantaria do Alabama e foi promovido a tenente coronel no Outono. Em março de 1862, foi nomeado Coronel da 26ª infantaria do Alabama e comandou o Regimento durante a campanha da Península. Na batalha de Seven Pines, o cavalo que montava foi morto e ele foi gravemente ferido por um fragmento de bala. Ele recebeu elogios por seu desempenho na batalha de Chancellorsville. Em 1863, ele comandou uma brigada na divisão do Major-General Robert E. Rodes e levou-a para a batalha de Gettysburg e na batalha de Mine Run. No início de 1864, seu Regimento foi enviado para o Alabama para recrutar e recompor suas fileiras empobrecidas, mas rapidamente foi designado para Dalton, Georgia, onde O'Neal assumiu o comando da brigada do Brigadeiro-General James Cantey do exército do Tennessee. O'Neal comandou esta Brigada durante o restante da campanha de Atlanta. Depois que ao tenente-general John Bell Hood foi dado o comando do exército do Tennessee, O'Neal foi desassoberdado e serviu independente no restante da guerra. Em 6 de junho de 1863, foi nomeado general de brigada, mas esta nomeação foi suspensa pelo general Robert E. Lee e a promoção foi cancelada pelo Presidente Confederado Jefferson Davis.

## Carreira após a guerra
Após a guerra, O'Neal retomou sua carreira jurídica. Em agosto de 1875, foi eleito para a Convenção constitucional do Alabama e serviu na convenção como Presidente da Comissão de educação. Em 1880 O'Neal foi um delegado na disputa para presidente de Winfield Scott Hancock e fez vários discursos em todo o estado, defendendo a eleição de Hancock. O'Neal, através do partido democrata foi eleito governador do Alabama com mandato de 1882 a 1886.

## Morte e legado
O'Neal morreu em Florence, Alabama. Seu filho Emmet O'Neal, seguiu seus passos e foi eleito para dois mandatos como governador do Alabama, de 1911 a 1915. A neta de O'Neals, Lisa O'Neal Reed, é casada com o prefeito de Tupelo, Mississipi o Hon. Jack Reed, Jr.

## Fonte da tradução
- Este artigo foi inicialmente traduzido, total ou parcialmente, do artigo da Wikipédia em inglês cujo título é «Edward A. O'Neal».